# Куп Истанбула 2009.
Куп Истанбула 2009. је ВТА тениски турнир који се игра у Истанбулу (Турска). Ово је први пут да се турнир игра у јулу месецу, а не у мају како је било до сада. Турнир је трајао од 27. јула - 4. августа 2009. године. Турнир је због реорганизације тениских такмичења и новог рангирања ВТА турнира, уместо дотадашње III категорије (која је укинута), постаје Међународни са наградним фондом од 220.000 долара.
Ово је пета година одржавања овог турнира. Играо се на отвореним теренима, са подлогом од шљаке, са учешћем 32 тенисерке из 17 земаља у појединачној конкреницији и 16 парова са тенисеркама из 17 земаља.

## Победнице

### Појединачно
Вера Душевина —  Луција Храдецка 6-0, 6-1
- Вери Душевиној је ово била прва ВТА титула у каријери.

### Парови
Луција Храдецка /  Рената Ворачова —  Јулија Гергес /  Пати Шнидер 2-6, 6-3, 12-10
- Овом победом Луција Храдецка је освојила своју седму титулу у каријери, а Рената Ворачова је славила пети пут у игри парова.